# (3311) Подобед
(3311) Подобед (лат. Podobed) — типичный астероид главного пояса, открыт 26 августа 1976 года советским астрономом Николаем Черных в Крымской астрофизической обсерватории и 28 апреля 1991 года назван в честь советского астронома Владимира Подобеда.

## Обнаружение и именование
(3311) Подобед
Открыт 26 августа 1976 года в Научном Н. С. Черных.
Назван в честь Владимира Владимировича Подобеда — профессора Астрономического института имени Штернберга, видного специалиста по меридианной и фотографической астрометрии и автора двух учебников по астрометрии.
Оригинальный текст (англ.)3311 Podobed
Discovered 1976-Aug-26 by Chernykh, N. at Nauchnyj.
Named in honor of Vladimir Vladimirovich Podobed, professor at the Sternberg Astronomical Institute, prominent specialist on meridian and photographic astrometry and author of two textbooks on astrometry.
Источники: DISCOVERY.DB; M.P.C. 18136.

## Орбита

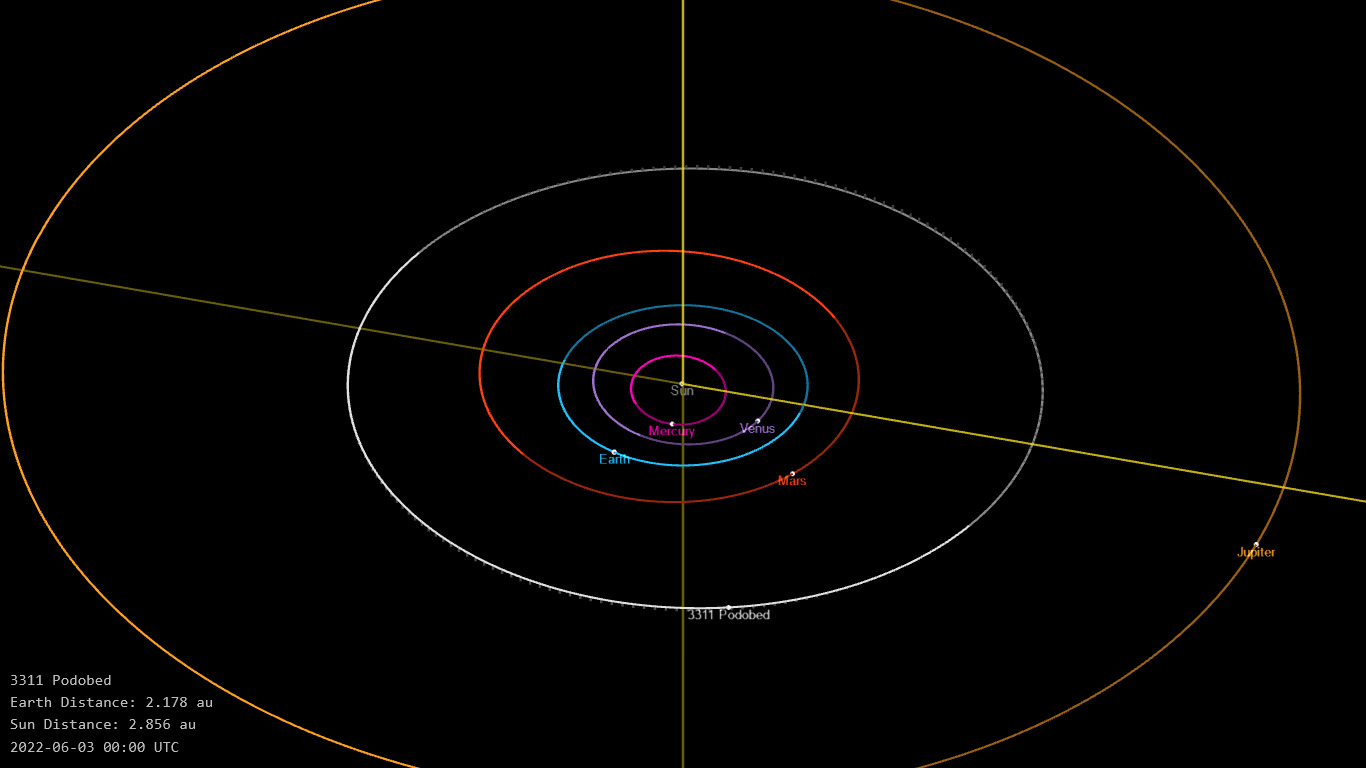
Орбита астероида Подобед и его положение в Солнечной системе

## Физические характеристики
Из результатов второго этапа спектроскопической съёмки малых астероидов главного пояса (Small Main-belt Asteroid Spectroscopic Survey, SMASSII) следует, что астероид относится к таксономическому классу T.
По результатам наблюдений в инфракрасном диапазоне орбитальной обсерватории IRAS и спутника Akari и наблюдений в видимом и ближнем инфракрасном диапазоне космического телескопа NEOWISE диаметр астероида сначала оценивался равным 24,04±4,3 км, позже — 18,131±0,226 км, 23,46±1,18 км, 15,49±5,19 км, 20,35±0,38 км и 17,336±0,292 км. Согласно тем же источникам альбедо оценивается как 0,0442±0,021, 0,0709±0,0091, 0,046±0,005, 0,10±0,11, 0,04±0,01 и 0,077±0,009.